# Fix You
«Fix You» és el segon senzill de X&Y, tercer àlbum en la discografia de la banda anglesa Coldplay.

## Informació
Quan Martin estava component la cançó, tenia la intenció d'utilitzar un orgue d'església, però com que no va poder accedir a cap orgue, va utilitzar un vell teclat de la seva dona Gwyneth Paltrow. Segons ell mateix, es tracta d'una còpia sobre la cançó "Grace Under Pressure" de la banda Elbow, i alguns mitjans van indicar que era un homenatge al pare de la seva muller, que havia mort feia poc.
La cançó comença amb una fluixa balada d'orgue elèctric mentre Martin canta en falsetto, llavors canvia pel so d'un piano i guitarra acústica, que successivament va apujant el ritme fins a la secció final.
"Fix You" es va llançar 3l 5 de setembre de 2005 com a segon senzill de l'àlbum X&Y junt a dues cares B: "The World Turned Upside Down" i "Pour Me". El 14 del mateix mes van publicar un EP per iTunes. En resposta als desastres ocasionats per l'Huracà Katrina als Estats Units, tots els beneficis obtinguts per la seva venda foren donats als moviments d'ajuda American Red Cross Hurricane 2005 Relief i National Academy of Recording Arts & Sciences' MusiCares Hurricane Relief Fund. La cançó fou inclosa posteriorment en l'àlbum de directes LeftRightLeftRightLeft de l'any 2009.
La crítica va valorar de forma positiva la qualitat de la cançó i destacant-la com una de les millors cançons de l'any 2005. En alguns mitjans van indicar que era la millor banda del moment component balades de rock, especialment Martin fent falsetto. Fou utilitzada en la banda sonora de pel·lícules com World Trade Center i You, Me and Dupree, i també en la sèrie de televisió The O.C..
El videoclip enregistrat per "Fix You" fou dirigit per Sophie Muller, que ja havia treballat pel grup en el videoclip de "In My Place". Part del vídeo fou filmat en els concerts realitzats els dies 4 i 5 de juliol de 2005 al Reebok Stadium de Bolton, Anglaterra. En la primera part, Martin passeja per carrers de Londres mentre l'eslògan "Make Trade Fair" és projectat en el Royal National Theatre utilitzant el mateix codi de colors que la portada de l'àlbum. Llavors comença a córrer mentre s'acosta al Reebok Stadium i s'ajunta a la resta de components de la banda per realitzar el final de la cançó. Llançat a l'agost de 2005, fou utilitzat per commemorar els atemptats del 7 de juliol de 2005 a Londres.

## Llista de cançons
1. "Fix You" (Edit) – 4:37
2. "The World Turned Upside Down" – 4:32
3. "Pour Me" (Directe a Hollywood Bowl) – 5:01
4. "Fix You" (Videoclip)